# 106 Brygada Okrętów Obrony Rejonu Wodnego
106 Brygada Okrętów Obrony Rejonu Wodnego (106 BOORW) – morski związek taktyczny Sił Zbrojnych Federacji Rosyjskiej w strukturach Flotylli Kaspijskiej.

## Struktura i okręty
| Okręty brygady w linii w 2008                           |                     |       |                 |
| Nazwa                                                   | Projekt             | Numer | Uwagi           |
| 327 gwardyjski dywizjon okrętów nawodnych (Machaczkała) |                     |       |                 |
| Tatarstan                                               | projekt 1166.lK     | 691   | w linii od 2002 |
| MAK-160                                                 | projekt 1241.1      | 054   | w linii od 1988 |
| BT-116 Magomet Gadżyjew                                 | projekt 1265.0.     | 564   | w linii od 1993 |
| 242 dywizjon okrętów desantowych (Kaspijsk)             |                     |       |                 |
| MDK-18                                                  | projekt 12321       | 608   | w linii od 1983 |
| MDK-88                                                  | projekt 12321       | 609   | w linii od 1981 |
| D-541                                                   | projekt 1206        |       |                 |
| D-141                                                   | projekt 1206        |       |                 |
| D-279                                                   | projekt 1177.0. 2 x |       |                 |
| D-?                                                     | projekt 1177.0      |       |                 |